# Deronectes aljibensis
Deronectes aljibensis é uma espécie de escaravelho da família Dytiscidae.
É endémica de Espanha.